# Hồ Acıgöl
Acıgöl (nghĩa đen là "hồ đắng" trong tiếng Thổ Nhĩ Kỳ) là một hồ ở vùng Aegean tại quốc gia Thổ Nhĩ Kỳ.

## Vị trí địa lý
Hồ Acıgöl nằm trong một lưu vực thoát nước khép kín (nước hội tụ đến một điểm duy nhất bên trong lưu vực - endorheic) tại ngã ba tiếp giáp giữa các tỉnh Denizli, tỉnh Afyonkarahisar và tỉnh Burdur.

## Tổng quan
Diện tích bề mặt của hồ Acıgöl thay đổi rất lớn qua các mùa trong năm, với 100 kilômét vuông (39 dặm vuông Anh) diện tích bề mặt vào mùa xuân và 35 kilômét vuông (14 dặm vuông Anh) diện tích bề mặt vào cuối mùa hè, với độ sâu tối đa 1,63 m. Độ cao của hồ là 836 m.

## Kinh tế khu vực
Hồ Acıgöl được ước tính có chứa trữ lượng 12,5 triệu tấn natri sunfat trên bề mặt của hồ và trong nước muối, với trữ lượng tổng cộng ước tính có thể đạt 70 triệu tấn, và trữ lượng tối đa có thể là 82 triệu tấn natri sunfat.
Chính trữ lượng natri sunfat lớn tại hồ Acıgöl là một nguồn nguyên liệu chính được sử dụng rộng rãi trong ngành công nghiệp và các hoạt động sản xuất natri sunfat thương mại.
Các nhà máy sản xuất natri sunfat thương mại đều tập trung tại các huyện và thị trấn xung quanh hồ theo thứ tự từ tây sang đông là: Bozkurt, Denizli, Çardak, Dazkırı và Başmakçı, nhà máy sản xuất cách xa hồ Acıgöl nhất cách 60 km về phía đông của thành phố Denizli.
Đây là vùng sản xuất natri sunfat thương mại lớn nhất của Thổ Nhĩ Kỳ. Tỷ lệ sản xuất hàng năm vào cuối những năm 1990 là 100.000 tấn. Tất cả các nhà máy sản xuất natri sunfat thương mại nói trên đều do các công ty tư nhân điều hành.